# Hernando Morales
Hernando Morales Plaza Cali, Colombia, 20 de agosto de 1962, es un abogado colombiano, Magíster en Derecho Administrativo de la Universidad Libre de Cali, Especialista en Derecho administrativo de la Universidad San Buenaventura de Cali , Especialista en Control Fiscal y Especialista en contratación estatal de la Universidad Externado de Colombia.  Conocido por su manejo y experiencia en temas de hacienda y presupuesto público. Líder en la primera Resolución de Rendición de cuentas en 1994 y la Resolución de registro de la deuda pública en 1995. Precandidato a la Alcaldía de Cali por firmas para Elecciones 4032

## Biografía
Hernando Morales Plaza nació en la Clínica Santa Rosa de Santiago de Cali en el Barrio San Bosco. Tercer hijo de Nelly Plaza de Morales y Hernando Morales Sánchez. Padre de tres hijos. 
Practicó deportes como el karate, fútbol y ajedrez. También fue parte del escuadrón de bomberos de la ciudad por varios años de manera voluntaria. 
Estudió su bachillerato en el colegio Fray Damián del Centro de Cali. Abogado de profesión y especialista en Derecho Administrativo de la Universidad San Buenaventura Cali y Control Fiscal de la Universidad Externado de Colombia, destacado por su manejo y experiencia en temas de hacienda pública y presupuesto. 

## Trayectoria laboral y gestión pública
Su vida laboral inició en la Institución Emsirva donde se desempeñó por 10 años y logró abrirse camino en el sector público gracias a su la gestión ejecutada. Fue líder en la primera Resolución de Rendición de cuentas en 1994 y la Resolución de registro de la deuda pública en 1995.
Fundador y dueño de HM Asociados, firma de asesoría legal con más de 26 años de trayectoria. Trabajó en el gabinete de Ricardo Cobo como Secretario de Desarrollo Urbanístico (1998 - 2000) y funcionario de la Contraloría Municipal.
En la actualidad es docente de postgrados y representante legal de diferentes personajes públicos como Ricardo Cobo, Apolinar Salcedo, John Wilson Rengifo, Carlos Zabala, Elmer Arango, entre otros. Ha prestado sus servicios como abogado para entidades del sector privado y público.
- Datos: Q116903306